# Hey Now
「Hey Now」（ヘイ・ナウ）は、MAN WITH A MISSIONの2作目の配信シングル。2016年12月3日にSony Music Records (Sony Music Labels)から配信された。

## 概要
- 前作『Memories』から約11ヶ月振りのリリース。
- 表題曲「Hey Now」は、ソニー「ハイレゾ級ワイヤレス」CMソングである[2]。
- 同曲のプロデュースは、BOOM BOOM SATELLITESの中野雅之が務めている[1]
- 後に、7thシングル『Dead End in Tokyo』のカップリングに収録された。

## 収録曲
1. Hey Now
作詞：Jean-Ken Johnny /作曲：Jean-Ken Johnny, DJ Santa Monica / 編曲：MAN WITH A MISSION, 中野雅之
  - ソニー「ハイレゾ級ワイヤレス」CMソング